# 今村春吉
今村 春吉（いまむら はるきち、1894年〈明治27年〉2月4日 - 1989年〈平成元年〉7月19日）は、長崎市の外科医師、洋画家。
- 現長崎大学医学部卒業後、長崎市万屋町にて外科医院を開業、長崎市医師会長等を務めた。
- 長崎游泳協会（鼠島、小堀流）に貢献し、師範を務めた。
- 孫に、今村雅樹（日本大学理工学部教授、建築家）、今村佳樹（日本大学歯学部教授）。
- 長崎市医師会名誉会員、長崎美術協会名誉会員

## 年譜
- 明治27年　長崎市外浦町にて出生
- 大正２年　県立長崎中学校卒業
- 大正７年　長崎医学専門学校卒業
- 大正11年　長崎市万屋町にて今村外科医院開業
- 昭和９年〜　創画会展、西日本美術展、春台展　入選出展
- 昭和14年　二科展鈴木信太郎に入門、二科展入選
- ~昭和30年 二科展
- 昭和25年〜27年　長崎市医師会会長就任
- 昭和25年〜　長崎市美術展審査委員、市展・県展審査委員
- 昭和26年　一水会展入選
- 昭和30年　鈴木信太郎、野間仁根、高岡徳太郎らと二科会を退会し一陽会結成
- 〜昭和58年　一陽会
- 昭和30年　長崎県社会保険診療報酬請求所専任審査員に任命
- 昭和30年　今村外科医院を廃業
- 昭和39年　一陽会展（第10回展）にて作品「教会へ行く道」が特待賞を受賞
- 昭和40年　一陽会会友
- 昭和42年　杠葉（ゆずりは）病院初代分院長
- 昭和58年　一陽会を病気のため退会
- 昭和61年　妻カヤ死去
- 昭和62年　今村春吉画集「私の絵のあゆみ」を出版
- 平成元年　没

## 作品
- 二科展：
- 昭和15年「居留地のパン屋」、
- 昭和16年「造花に囲まれるマリアの石像」（東郷青児にて二科展推奨）、
- 昭和17年「支那寺の韋駄天」、
- 昭和18年「支那寺千里眼」、
- 昭和21年「廃墟に祈る」、
- 昭和22年「山手の聖校舎から見える風景」、

- 一水会展：
- 昭和26年「礼拝堂」、
- 昭和27年「マリア孤児園の見える風景」、
- 昭和28年「港の夕暮れ」、昭和29年「港の夕暮れ」、

- 一陽会展：
- 昭和34年「天主堂の中」、
- 昭和35年「大天使ミカエルの像」「玄関先の帽子掛け」、
- 昭和36年「赤寺魚坂」、
- 昭和37年「ステンドグラスの窓」、
- 昭和41年「古風な椅子」、
- 昭和42年「古いピアノのある部屋」「明治の洋館」、
- 昭和44年「南洋の人形とランプ」、
- 昭和46年「港長崎」「鎧戸と大きな水瓶」、
- 昭和47年「窓」、
- 昭和48年「マリア園」「協会へ行く道」、
- 昭和50年「長崎南山手」、
- 昭和51年「窓辺の古い赤いピアノ」、
- 昭和52年「室内静物」、
- 昭和56年「万屋町宮日前夜祭傘鉾のだしと赤い垂帷」、
- 昭和57年「長崎南山手の家」、
- 昭和58年「残った玄関先のステンドグラス」

## その他
- 昭和50年年「長崎風景」長崎の画家美術秀作展、
- 昭和52年長崎市万屋町おくんち奉納踊り記念深川焼き絵皿「鯨の潮吹き」、
- 戦後の占領下で長崎平和祈念式典の開催を許可したビクター・デルノア中佐が大切にしていた油絵「焼け落ちた浦上天主堂の油絵」は、今村春吉が描いた絵だと判明。当時長崎大学関係の医師として、被爆地への救護活動時の惨状を記憶して、自宅アトリエで描いたものだと推測。